# Tremês
Tremês ist eine Gemeinde (Freguesia) im portugiesischen Kreis Santarém. In ihr leben 1963 Einwohner (Stand 30. Juni 2011).

## Lage
Die Gemeinde liegt eingebettet in ein Tal am Fluss Tejo, 16 km nördlich der Kreisstadt Santarém, an der Autoestrada A1, die den Ort mit der 67 km südlich gelegenen Stadt Alverca do Ribatejo mit dem Seehafen und dem Flughafen Alverca (ICAO-Code:LPAR) verbindet.

## Geschichte
Der Ort wurde bereits im 13. Jahrhundert gegründet. Er gehörte bis 1855 zur ehemaligen Kreisstadt Alcanede. Nach der Verwaltungsreform des frühen Liberalismus wurde Tremês in den Distrikt Santarém eingegliedert. 

## Wirtschaft
Wichtigste wirtschaftliche Aktivität ist die Landwirtschaft, durch die Produktion und Export von Olivenöl, Wein, Weizen, Mais, Gerste, Kichererbsen und Bohnen. 
Durch das Vorkommen von Ton entstanden im frühen neunzehnten Jahrhundert Unternehmen zur Herstellung von keramischen Produkten wie Ziegel, Steinzeug und Sondermassen für die Feuerfest-Industrie.